# Fredshög
Fredshög är en hästgård i Vellinge kommun. Fredshög består av en gård och kringliggande hus. Gården ligger vid Östersjön på landsvägen mellan Trelleborg och Kämpinge, precis vid kommungränsen mellan Vellinge och Trelleborgs kommuner. Fredshög tillhör Höllvikens postnummerområde. 
Dagens Fredshög uppfördes 1897 efter att den tidigare bebyggelsen brunnit ned. Carl von Linné passerade under sin skånska resa genom området. Vid kusten, mellan Fredshög och Höllviken, finns ett naturreservat med barrskog och gröna slätter. Vid platsen finns också många övergivna bunkrar uppförda av svenska armén under andra världskriget (Skånelinjen) samt fiskebodar.